# П'єдмонт (Південна Дакота)
П'єдмонт (англ. Piedmont) — місто (англ. city) в США, в окрузі Мід штату Південна Дакота. Населення — 971 особа (2020).

## Географія
П'єдмонт розташований за координатами 44°13′12″ пн. ш. 103°22′36″ зх. д. / 44.22000° пн. ш. 103.37667° зх. д. (44.219919, -103.376753).  За даними Бюро перепису населення США в 2010 році місто мало площу 0,75 км², уся площа — суходіл. В 2017 році площа становила 3,20 км², уся площа — суходіл.

### Клімат
| Клімат : П'єдмонт                                          | Клімат : П'єдмонт | Клімат : П'єдмонт | Клімат : П'єдмонт | Клімат : П'єдмонт | Клімат : П'єдмонт | Клімат : П'єдмонт | Клімат : П'єдмонт | Клімат : П'єдмонт | Клімат : П'єдмонт | Клімат : П'єдмонт | Клімат : П'єдмонт | Клімат : П'єдмонт | Клімат : П'єдмонт |
| Показник                                                   | Січ.              | Лют.              | Бер.              | Квіт.             | Трав.             | Черв.             | Лип.              | Серп.             | Вер.              | Жовт.             | Лист.             | Груд.             | Рік               |
| Абсолютний максимум, °C                                    | 22,8              | 25,6              | 27,2              | 32,2              | 37,2              | 40,6              | 41,7              | 40,0              | 39,4              | 33,3              | 28,3              | 23,3              | 41,7              |
| Середній максимум, °C                                      | 3,3               | 3,9               | 8,3               | 13,3              | 18,9              | 24,4              | 29,4              | 28,9              | 22,8              | 16,1              | 8,3               | 3,3               | 15,2              |
| Середній мінімум, °C                                       | −10,6             | −10               | −5,6              | −0,6              | 5,6               | 10,6              | 14,4              | 13,3              | 7,2               | 1,1               | −5                | −10               | 0,9               |
| Абсолютний мінімум, °C                                     | −31,7             | −33,3             | −28,3             | −17,8             | −7,2              | 0,0               | 4,4               | 3,3               | −6,1              | −19,4             | −27,2             | −33,9             | −33,9             |
| Норма опадів, мм                                           | 5                 | 9                 | 22                | 51                | 98                | 66                | 65                | 54                | 37                | 38                | 13                | 8                 | 466               |
| ---------------------------------------------------------- | ----------------- | ----------------- | ----------------- | ----------------- | ----------------- | ----------------- | ----------------- | ----------------- | ----------------- | ----------------- | ----------------- | ----------------- | ----------------- |
| Джерело: The Weather Channel (Historical Monthly Averages) |                   |                   |                   |                   |                   |                   |                   |                   |                   |                   |                   |                   |                   |

## Демографія
Згідно з переписом 2010 року, у місті мешкали 222 особи в 101 домогосподарстві у складі 64 родин. Густота населення становила 295 осіб/км².  Було 110 помешкань (146/км²).
Расовий склад населення:
| - 91,4 % — білих - 6,8 % — корінних американців - 0,5 % — чорних або афроамериканців |

До двох чи більше рас належало 0,9 %. Частка іспаномовних становила 1,8 % від усіх жителів.
За віковим діапазоном населення розподілялося таким чином: 18,9 % — особи молодші 18 років, 69,4 % — особи у віці 18—64 років, 11,7 % — особи у віці 65 років та старші. Медіана віку мешканця становила 43,8 року. На 100 осіб жіночої статі у місті припадало 109,4 чоловіків;  на 100 жінок у віці від 18 років та старших — 109,3 чоловіків також старших 18 років.
Середній дохід на одне домашнє господарство  становив 75 093 долари США (медіана — 72 794), а середній дохід на одну сім'ю — 79 873 долари (медіана — 73 309). За межею бідності перебувало 4,5 % осіб, у тому числі 2,7 % дітей у віці до 18 років та 0,0 % осіб у віці 65 років та старших.
Цивільне працевлаштоване населення становило 377 осіб. Основні галузі зайнятості: освіта, охорона здоров'я та соціальна допомога — 24,9 %, роздрібна торгівля — 14,1 %, публічна адміністрація — 13,0 %.